# Scriptum.cz
Scriptum.cz je webový portál, jeden z projektů Sdružení občanů Exodus a jeho předsedy Miroslava Svobody v Plzni a Třemošné, fungující od roku 2007. Projekt digitalizuje a zdarma zpřístupňuje hlavně samizdatové a exilové tiskoviny.
V Třemošné u Plzně k tomuto účelu funguje chráněná digitalizační dílna. Zaměstnanci, převážně vozíčkáři, zde do počítačové podoby převádějí kromě toho také knížky, časopisy, fotografie, diapozitivy, kroniky, videokazety a další.
Miroslav Svoboda se v roce 2016 podílel na vyhlášení Mezinárodního dne samizdatu.

## Datový obsah
Portál obsahuje 56 samizdatových a 29 exilových kompletních českých titulů, přičemž jeden titul může obsahovat periodikum vycházející i desítky let. Dalších 81 samizdatových a 203 exilových titulů (srpen 2022) jsou průběžně doplňovány. Metadata jsou převzata z externích zdrojů.
K dispozici jsou například exilové časopisy Svědectví, římské Studie, Hlas domova a další tituly. Jsou zde i samizdatové Informace o Chartě 77, Informace o církvi, Revolver Revue, Vokno, Pevná hráz, Host a další periodika.
Scriptum.cz je kromě pražské knihovny Libri prohibiti obvykle jediné místo, kde jsou tyto dobové dokumenty veřejně dostupné zájemcům z celého světa.
Dále jsou zde slovenská samizdatová periodika, např. Altamira, 
jakož i informační panely o historii slovenského samizdatu. 
Sbírka obsahuje i bibliografické soupisy, katalogy samizdatových a exilových periodik a monografií, 
kompletní dokumenty Charty 77, 
Sdělení, dokumenty Výboru na obranu nespravedlivě stíhaných a řada dalších.
Web také obsahuje přehled pseudonymů a značek, užívaných v exilové a samizdatové literatuře.
Obsahuje i základní texty 
odporu proti komunismu, např. Manifest Českých dětí Návrat krále, základní prohlášení Charty 77, Havlova Moc bezmocných, Manifest Hnutí za občanskou svobodu, Několik vět, Podněty katolíků k řešení situace věřících občanů (31 bodů), Zpráva K 231, Jirousova Zpráva o III. českém hudebním obrození.
Je obsažena rovněž takzvaná úřední produkce. Šlo buď o čisté podvrhy StB, tvářící se jako běžná čísla exilových novin (České slovo 1958/7, Svědomí – příloha Československé cesty 1985 a 1988) nebo je přímo pod krytím vydávali (Hlas domova 1955–57, Krajanské noviny od 1972) nebo o tiskoviny režimem vytvořených organizací (Informbyro, Pacem in terris, Čs. společnost pro šíření politických a vědeckých znalostí) ap.
Dění v listopadu 1989 popisují periodické tiskoviny českých Občanských fór, a k Plzeňsku navíc množství dobových dokumentů, stanovisek, prohlášení, proslovů a zpráv o dění v listopadu/prosinci 1989.
Systematicky se Scriptum.cz zabývá knižními edicemi při samizdatových/exilových periodikách, případně samostatných (např. Arch-scout). 
Výběrově se Scriptum věnuje monografiím (např. Josef Florian, Jiřina Fuchsová, Oto Mádr, Hana Gerzanicová)
a jiným zemím středovýchodní Evropy. Obsahuje např. samizdaty Kronika katolické církve na Litvě (1972-89), ruskou Kroniku současných událostí (vycházela 1968–83), ruskou Antologii samizdatu. 
Cenné jsou rovněž sbírky 165 ruských exilových monografií, 
soupisy činnosti československých subjektů, pomáhajících ukrajinské a ruské emigraci po r. 1917, 
bibliografie prací ruské, ukrajinské a běloruské emigrace v Československu 1918-45.
Papírové originály, které portál zpracovává, jsou převážně z fondů pražské knihovny Libri prohibiti. Ty v roce 2013 získaly statut Memory of the World, udělovaný UNESCO. V Česku má tento statut jen 7 dalších souborů – archiv Leoše Janáčka, středověké rukopisy ap.
Web je smluvně archivován českou Národní knihovnou. Odkazují na něj i bibliografické záznamy katalogu Aleph Ústavu pro českou literaturu Akademie věd.
K obsahu a činnosti scriptum.cz či samizdatové/exilové literatury obecně provedl Miroslav Svoboda přednášky na různých konferencích a setkáních, např. Opus bonum v Praze 14. 10. 2017, 
Samizdat, exil a cenzura 25. 9. 2019 v Plzni, Den samizdatu v Bratislavě 12. 10. 2020 a jinde.

## Technické provedení
Tituly naskenovaných knih, novin a časopisů jsou ve formátu .pdf a .djvu. Pdf soubory jsou většinou digitalizovány metodou OCR, takže text je možno kopírovat nebo v něm vyhledávat.
Za rok 2021 měl web 36 000 unikátních návštěvníků z celého světa (50 000 návštěv, staženo 1037 GB dat).
Na webu si lze objednat upozornění na nově doplněné stránky (RSS). 